# 2387 Xi'an
2387 Xi'an este un asteroid din centura principală de asteroizi.

## Descriere
2387 Xi'an este un asteroid din centura principală de asteroizi. A fost descoperit pe 17 martie 1975 la Observatorul Zijinshan din Nanking. Asteroidul prezintă o orbită caracterizată de o semiaxă mare de 3,02 ua, o excentricitate de 0,07 și o înclinație de 10,9° în raport cu ecliptica.